# José Juan Barea Mora
José Juan "J.J." Barea Mora (Mayagüez, 26 de juny de 1984) és un jugador de bàsquet professional porto-riqueny dels Dallas Mavericks que competeix a l'NBA. Va jugar a basquet a la Universitat Northeastern abans d'unir-se als Mavericks el 2006 i esdevenir el setè porto-riqueny en jugar a l'NBA. Va guanyar un campionat de l'NBA amb els Mavericks el 2011 abans de signar pels Minnesota Timberwolves on va jugar les següents tres temporades. També ha jugat a l'NBA Development League i el Baloncesto Superior Nacional.
Barea fou un membre de l'equip nacional de Puerto Rico que va guanyar la medalla d'or en el 2006 i 2010 el Jocs Centreamericans i del Carib. Va guanyar la medalla d'or en els Jocs Panamericans de 2011 i la medalla de plata en el 2007.

## Estadística en tornejos internacionals
| Torneig                                    | Any  | GP | MPG  | 2P%  | 3P%  | FT%  | RPG | APG | PPG  |
| ------------------------------------------ | ---- | -- | ---- | ---- | ---- | ---- | --- | --- | ---- |
| 2015 FIBA Americas Championship            | 2015 | 6  | 27.5 | .520 | .474 | .846 | 4.3 | 7.8 | 21.3 |
| 2015 Marchand Continental Championship Cup | 2015 | 1  | 32   | .500 | .250 | .750 | 9.0 | 8.0 | 17.0 |
| 2015 Pan American Games                    | 2015 | 4  | 20.0 | .406 | .200 | 1.00 | 1.5 | 2.8 | 11.5 |